# ركوب الدراجات في الألعاب الأولمبية الصيفية 2016
أقيمت مسابقات ركوب الدراجات في الألعاب الأولمبية الصيفية 2016 في ريو دي جانيرو في الفترة 6 أغسطس إلى 21 أغسطس.

## الجدول
| المكان                  | الرياضة                                      | التاريخ     | أحداث الميداليات | السعة                        |
| ----------------------- | -------------------------------------------- | ----------- | ---------------- | ---------------------------- |
| فورت كوباكابانا         | سباق الدراجات على الطريق (السباق على الطريق) | 6-7 أغسطس   | 2                | 5000 (جلوس) غير محدود (وقوف) |
| مركز الدراجات الجبلية   | سباق الدراجات الجبلية                        | 20–21 أغسطس | 2                | 5000 (جلوس) 20000 (وقوف)     |
| مركز بي إم إكس الأولمبي | سباق بي إم إكس                               | 17–19 أغسطس | 2                | 5000                         |
| بونتال (ريو دي جانيرو)  | سباق الدراجات على الطريق (سباق الوقت)        | 10 أغسطس    | 2                | 5000 (جلوس) غير محدود (وقوف) |
| ريو أوليمبيك فلودروم    | سباق الدراجات على المضمار                    | 11–16 أغسطس | 10               | 7500                         |

## المشاركون
- الجزائر (2)
- الأرجنتين (3)
- أستراليا (7)
- النمسا (2)
- أذربيجان (1)
- بيلاروس (3)
- بلجيكا (6)
- البرازيل (8)
- بلغاريا (1)
- كندا (4)
- تشيلي (1)
- الصين (2)
- كولومبيا (6)
- كوستاريكا (1)
- كرواتيا (2)
- جمهورية التشيك (5)
- الدنمارك (3)
- جمهورية الدومينيكان (1)
- الإكوادور (1)
- إرتريا (1)
- إستونيا (2)
- إثيوبيا (1)
- فرنسا (4)
- ألمانيا (5)
- بريطانيا العظمى (5)
- اليونان (1)
- غواتيمالا (1)
- هونغ كونغ (1)
- إيران (3)
- جزيرة أيرلندا (2)
- إيطاليا (5)
- اليابان (3)
- كازاخستان (2)
- لاتفيا (2)
- ليتوانيا (2)
- لوكسمبورغ (1)
- موريشيوس (1)
- المكسيك (2)
- المغرب (4)
- ناميبيا (2)
- هولندا (5)
- نيوزيلندا (3)
- النرويج (4)
- بولندا (4)
- البرتغال (4)
- بورتوريكو (1)
- رومانيا (1)
- روسيا (3)
- رواندا (1)
- صربيا (1)
- سلوفاكيا (1)
- سلوفينيا (4)
- جنوب إفريقيا (4)
- كوريا الجنوبية (2)
- إسبانيا (5)
- السويد (2)
- سويسرا (4)
- تونس (1)
- تركيا (2)
- أوكرانيا (3)
- الإمارات العربية المتحدة (1)
- الولايات المتحدة (3)
- فنزويلا (2)